# Heiðamótaás
Heiðamótaás är en kulle i republiken Island. Den ligger i regionen Norðurland vestra, 140 km nordost om huvudstaden Reykjavík. 
Trakten runt Heiðamótaás är nära nog obefolkad, med mindre än två invånare per kvadratkilometer. Det finns inga samhällen i närheten. Trakten runt Heiðamótaás består i huvudsak av gräsmarker.